# Gunhild Hoffmeisterová
Gunhild Hoffmeisterová (* 6. července 1944, Forst (Lausitz), Braniborsko) je bývalá východoněmecká atletka, běžkyně, trojnásobná olympijská medailistka.